# 主教廣場 (亞利桑那州)
主教廣場（英語：Bishop Place）是位於美國亞利桑那州可可尼諾縣的一個非建制地區。該地的面積和人口皆未知。

## 地理
主教廣場的座標為35°27′37″N 112°43′23″W / 35.46028°N 112.72306°W，而該地的平均海拔高度為1910米（即6266英尺）。